# Червоне Сормово
«Черво́не Со́рмово» (рос. Красное Сормово) — суднобудівне підприємство в Сормовському районі Нижнього Новгорода, є одним з найстаріших підприємств у даній галузі. Засноване в 1849 році компанією «Нижньогородська машинна фабрика і Волзько-Камське буксирне і привезене пароплавство», як багатопрофільне підприємство для виконання відповідальних державних замовлень.
18 червня 1918 року постановою Всеросійської Ради Народного Господарства оголошено загальнонародною власністю. Найменування «Червоне Сормово» отримало 17 листопада 1922 року ухвалою президії Нижегородського губвиконкому.
З 1994 року є відкритим акціонерним товариством, повна назва — ВАТ «Завод „Красное Сормово“». У 2015 році завод змінив свій статус з ВАТ на Публічне Акціонерне Товариство.
Завод «Червоне Сормово» — одне з найбільших суднобудівних підприємств Росії. Випускає річкові судна і судна типу ріка—море, обладнання для бурових установок, понтони, сільськогосподарські машини. Станом на 2006 рік структура заводу включає чотири основних виробництва, п'ять допоміжних виробництв та інженерний центр.
Основні виробництва:
- Корпусне і монтажне: забезпечують випуск основної продукції підприємства
- Механічне і металургійне: забезпечують випуск побічної продукції, зокрема сільськогосподарських машин, запасних частин для великих підприємств машинобудування та енергетики, суднобудівного обладнання

Допоміжні виробництва (ремонтно-механічний, ремонтно-будівельний, електроремонтне, газове господарство, транспортне виробництво) забезпечують діяльність підприємства.
В інженерному центрі проводиться розробка нових суден та інших зразків продукції.

## Власники і керівництво
З 1 грудня 2004 року входить в «Групу компаній Морські та нафтогазові проекти» (Група МНП).
33,5 % акцій належить ВАТ «Західний центр суднобудування».
На позачергових зборах акціонерів переобраний рада директорів підприємства, в нього входять:
- Виконавчий директор Групи МНП Сергій Вотинцев,
- Генеральний директор заводу «Червоне Сормово» Микола Жарков,
- Директор по суднобудуванню Групи МНП Андрій Іванов,
- Заступник начальника управління судпрома Роспрому Володимир Костюков,
- Генеральний директор Групи МНП Вадим Малов,
- Президент холдингової компанії «Промислові інвестиції» Сергій Ніколаєв,
- Керівник управління Росмайна по Нижньогородській області Семен Тарасов.

## Історія підприємства

### Дореволюційний період

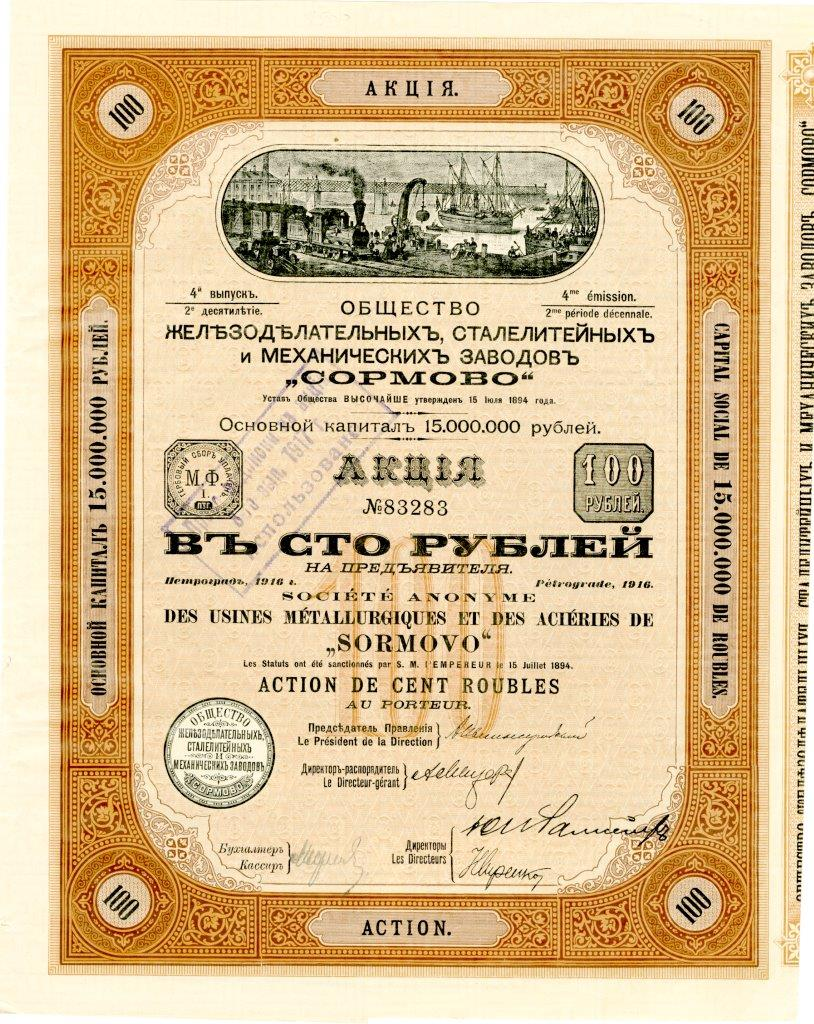
Акція до 100 руб. на пред'явника, 4-й випуску, Товариства залізоробних, сталеливарних і механічних заводів «Сормово» з основним капіталом в 15 млн руб. Петроград, 1916 р.

Датою народження вважається 21 липня 1849 року. Цього дня Балахнинский повітовий суд затвердив купчу на ділянку землі на правому березі Волги між селами Соромово і Мышьяковка. З цієї купчої балахнінська поміщиця Крюкова продавала ділянку відставному майору Олексію Івановичу Узатису, який діяв за дорученням компанії «Нижньогородська машинна фабрика і Волзько-Камське буксирне і привезене пароплавство».
Першим судном, виробленим на заводі, став дерев'яний колісний пароплав «Ласточка (Ластівка)», який був спущений на воду в 1850 році. У тому ж році був побудований двотрубний кабестан «Астрахань». Першим пароплавом з металевим корпусом став «Орёл», спущений на воду 30 квітня 1852.
У 1860 році вибухнула економічна криза, всі акції Нижегородської машинної фабрики були скуплені Дмитром Єгоровичем Бенардаки, відставним поручиком, греком за національністю.
4 лютого 1872 року було організовано акціонерне товариство «Сормово».
15 липня 1894 року був затверджений Статут акціонерного «Товариства залізоробних, сталеливарних і механічних заводів „Сормово“», зареєстрованого на базі АТ «Сормово», почалася велика модернізація виробництва.
З початку XX століття до Жовтневої революції завод виконує великі урядові замовлення військового профілю. На заводі працює близько 20 тис. чоловік, які працюють в 48 цехах і семи технічних бюро.

#### Суднобудування

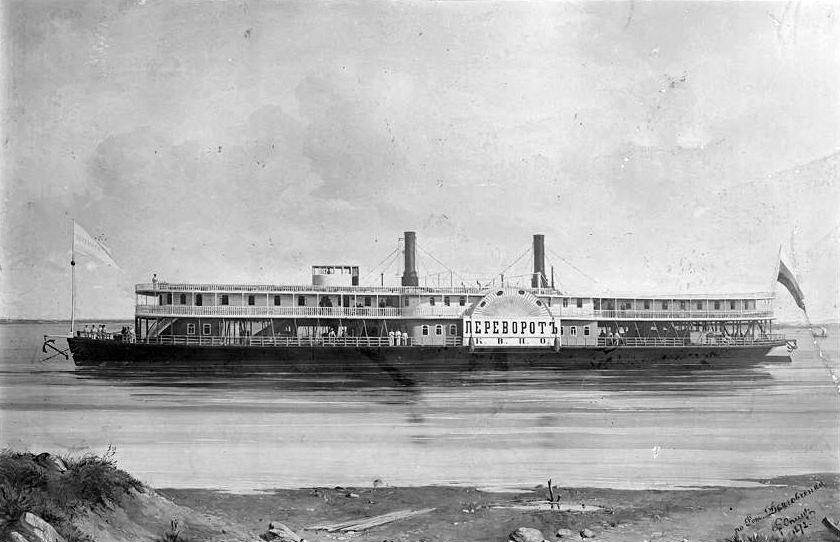
Пароплав «Переворот»

Почавши з будівництва парових суден з дерев'яними корпусами, завод швидко перейшов до пароплавів і барж із залізною обшивкою. Серед замовлень заводу були як військові, так і цивільні: флотилія суден для Каспійської військової флотилії, перша в Росії землечерпалка (1858), туєрні, буксирні, вантажопасажирські та допоміжні однопалубні судна. Першим двоярусним судном Сормовской верфі став пасажирський пароплав «Переворот» (пізніше перейменований в «Колорадо»), спущений на воду в 1871 році. У 1887 році в рамках замовлення нафтової компанії «Товариство нафтового виробництва братів Нобель» завод будує свій перший морський танкер.
Під час Всеросійської виставки, що проходила в 1896 році в Нижньому Новгороді, завод представив двопалубні колісні пасажирські пароплави «Император Николай II» та «Императрица Александра», які вперше оснащені електричним освітленням. Важливою подією стало створення перших у світі теплоходів. У 1903—1904 для «Товариства братів Нобель» завод побудував дизель-електроходи «Вандал» і «Сармат».
У 1902 році на заводі для крейсера «Очаков» були побудовані 2 найбільші в Росії парові машини.
У 1908—1913 виробництво ще більш розширюється, випускаються пароплави, переправи, перший в Росії морський дизельний танкер, караван суден для засипки нафтоносної ділянки Бібі-Ейбатської бухти (поблизу м. Баку).
У 1912—1914 роках на Сормовському заводі був побудований пароплав «Великая княжна Ольга Николаевна» (більш відомий під назвою «Володарський»), який пропрацював на Волзі більше сімдесяти років, і став, таким чином, одним з найбільш довговічних волзьких суден за всю історію.
За весь дореволюційний період завод випустив 489 суден.

#### Паровозобудування

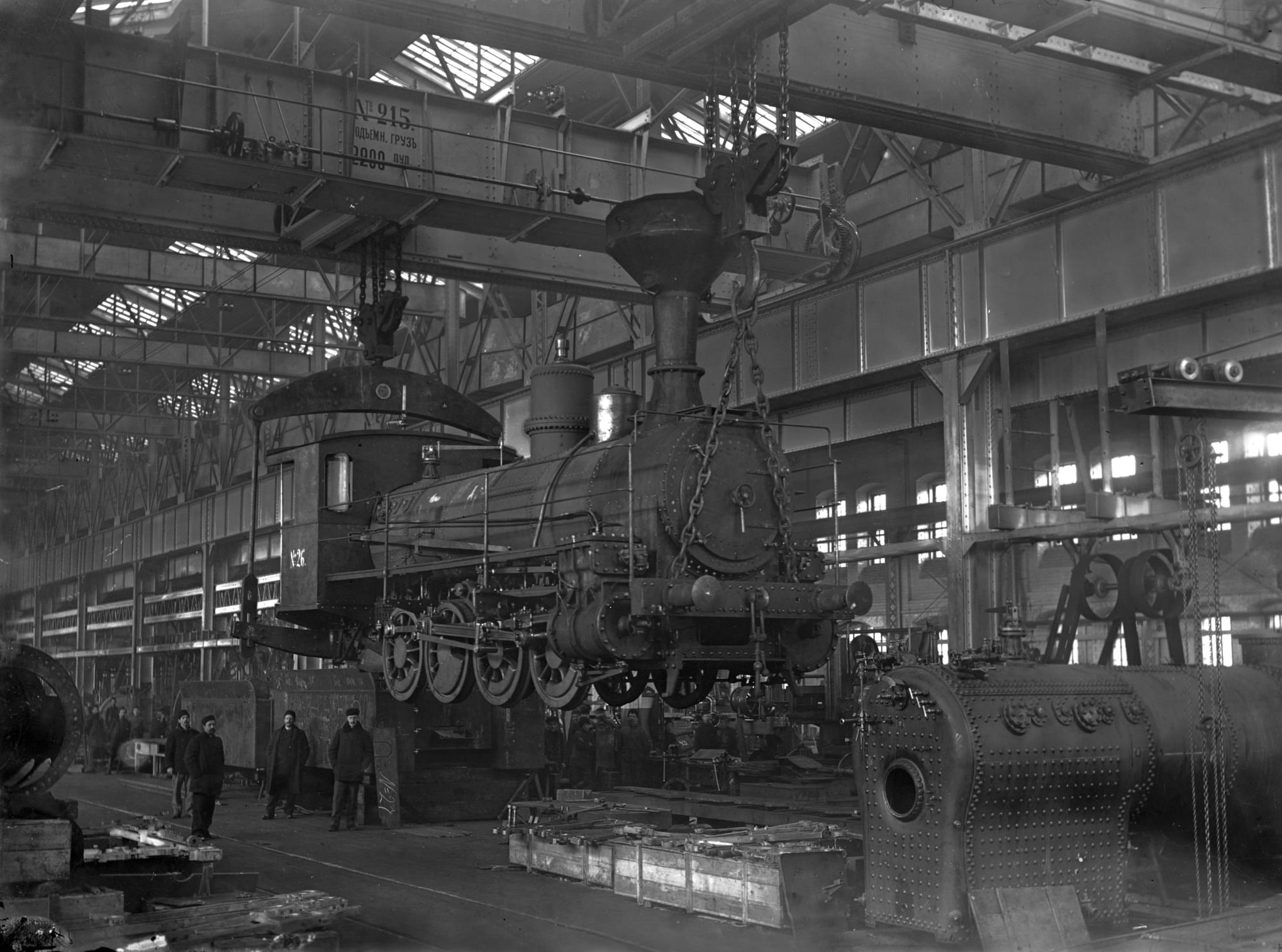
Паровоз серії Од в цехах Сормовського заводу

Паровозобудування на заводі було розпочато ще в 1898 році, коли завод випустив відразу 28 паровозів серії Од. У 1910 році на заводі під керівництвом інженера Б. С. Малаховського був побудований перший паровоз серії С — «Сормовський», що отримав визнання як найкращий пасажирський дореволюційний паровоз Росії.

### Радянський період
18 червня 1918 року постановою Всеросійської Ради Народного Господарства завод був націоналізований. В роки громадянської війни завод був основною судноремонтної базою Волзької військової флотилії.

#### Залізничний транспорт
Випускаються вдосконалені модифікації паровоза Михайлівського (тип 1-3-1).
1925—1927 роки «СУТ» (рос. Сормовский Усиленный Тяжелый; Сормовський посилений важкий).
1934—1935 роки «Су» (Сормовський удосконалений).
1936 рік: випущено 135 вузькоколійних паровозів.
Паровозобудування закінчилося після німецько-радянської війни випуском невеликої серії машин. Всього «Червоне Сормове» випустило 3468 паровозів.
Завод також будував бронепоїзди, платформи для установки зенітних і польових артилерійських гармат, танк-паровози (безтендерні) нормальної та вузької колії, тендери-конденсатори з дуже складним механічним обладнанням, локомотивні (самохідні) вагони (випущено близько 62000 товарних і 2500 пасажирських вагонів).

#### Танкобудування
У 1920 році на заводі вироблені перші в Росії танки, скопійовані з трофейних французьких Renault FT-17. Під час німецько-радянської війни завод № 112 виробляв танки Т-34, планомірно підвищуючи якість продукції. В 1942—1945 рр., під керівництвом директора заводу Юхима Рубинчика на підприємстві у багато разів збільшено виробництво танків Т-34 (всього випущено близько 12000 од.). Перші надпланові танки вийшли з воріт «Червоного Сормово» у липні 1942 року. У серпні кількість випущених танків знову було збільшено. У цьому ж місяці заводу, вперше за час війни, вручено перехідний Червоний Прапор Державного Комітету Оборони. Варто відзначити, що своєю героїчною працею сормовичі утримували цей прапор 33 місяці поспіль. Це єдиний такий випадок за всю історію німецько-радянської війни. Прапор залишили заводу на вічне зберігання. Зараз він знаходиться в музеї заводу «Червоне Сормово».

#### Будівництво підводних човнів
З 23 лютого 1930 року почалося виробництво підводних човнів для ВМФ СРСР..

Перший ПЧ передано ВМФ у 1934 році (тактичний № Щ-304 тип «Щука» III серії, названий «Комсомолець», так як гроші на будівництво збирали комсомольці всієї країни).

Всього до початку німецько-радянської війни побудовано:
11 підводних човнів типу «Щука»
34 підводні човни типу «С» IX-біс
15 підводних човнів типу М — «Малютка»
У роки війни передано ВМФ ще 27 сормовських підводних човнів, на одному з них (З-13) під командуванням А. В. Марінеско здійснена знаменита атака століття, в результаті якої був потоплений великий німецький військовий транспорт «Вільгельм Густлофф».
Після війни різко підвищився темп будівництва підводного флоту.
пр. 613 серія з 113 одиниць (1953—1956 рр.)
пр. 633 серія з 20 одиниць (з 1958 р.)
пр. 670 «Скат» і 670М «Чайка» — АПЧ з крилатими ракетами підводного старту (1967—1978)
пр. 671 РТ «Сьомга» багатоцільова АПЧ другого покоління (1972—1978)
пр. 641 Б «Сом»
пр. 877 «Палтус» (тип «Варшав'янка») д/е ПЧ з високими бойовими характеристиками (з 1979 р.)
пр. 945 «Барракуда» (з 1984 р.)
пр. 945А «Кондор» (1993 р.)
Всього побудовано 275 бойових підводних човнів, у тому числі 26 атомних.
18 січня 1970 року в цеху, де будувалася підводний човен К-320 проєкту 670 «Скат», стався несанкціонований запуск реактора. Приміщення цеху піддалася радіоактивному зараженню, багато робочі одержали великі дози опромінення. Аварія усувалася протягом 3-х місяців силами робітників цеху та співробітників ЦКБ «Лазурит».
У 1955 році на «Красному Сормову» була створена перша в СРСР промислова установка безперервного розливання сталі (УБРС) під керівництвом академіка В. П. Бардіна, удостоєного за цю роботу Ленінської премії. Продуктивність установки сягала 20 тисяч тонн сталі в місяць.
З 1950-х по 1989 рік випускаються побутові пральні машини «Хвиля». З 1987 по 1993 рік виготовлено 126 баштових кранів для будівництва.

#### Цивільне суднобудування
З 1931 року почався випуск буксирів потужністю 1200 л.с. типу «Червоний шахтар», «Індустріалізація» та «Колективізація».
У 1933 році завод одним із перших в країні перейшов на суцільнозварні корпуси.
У 1937 році для каналу Москва — Волга побудована флотилія комфортабельних пасажирських суден: чотири теплоходи 700 к.с. на 205 пасажирів, 6 катерів на 300 місць і 6 катерів на 150 місць.
Основна продукція в роки німецько-радянської війни — танки Т-34 різних модифікацій і підводні човни.
Цивільне суднобудування поновлено 27 травня 1947 року закладкою теплохода «Большая Волга», потім будувалася широка номенклатура суден, суховантажі, нафтоналивні судна, буксири, пороми.
У кінці 1950-х років на заводі були розроблені і побудовані флагмани волзького пасажирського флоту, дизель-електроходи «Ленін» і «Радянський Союз».
Великими серіями будувалися судна змішаного плавання «річка-море». Безперевалочна доставка вантажів приносила великий економічний ефект, а у 1972 році групі працівників заводу за участь у створенні і серійне будівництво суден нового класу була присуджена Державна премія СРСР.
На заводі розпочав свою діяльність відомий конструктор швидкісних суден і екранопланів Ростислав Євгенович Алексєєв.
У 1941 році прийнятий на роботу контрольним майстром з випуску танків Т-34.
На початку 1943 року організована гідролабораторія під його керівництвом.
З 1949 по 1951 рік гідролабораторія успішно працює над проблемами торпедних катерів на підводних крилах (Алексєєв і його найближчі помічники удостоюються державної Сталінської премії).
У 1952 році на базі КБ «Гідролабораторія», дослідного виробництва, науково-дослідних лабораторій і експериментальної бази при суднобудівному заводі «Червоне Сормово» створюється Центральне конструкторське бюро по суднам на підводних крилах (нині АТ «ЦКБ по СПК їм. Р. Е. Алексєєва»).
У серпні 1957 року спущено на воду перше пасажирське судно на підводних крилах «Ракета-1». Пізніше будувалися швидкісні СПК — «Чайка», «Метеор», «Буревісник» та інші. Лідируючі позиції в галузі розробки суден на підводних крилах (на той час) принесли заводу світову славу і популярність.

### Пострадянський період
У 2004—2009 роках на заводі «Червоне Сормово» було побудовано 7 танкерів серії 19619, замовлених Азербайджанським державним каспійським морським пароплавством.
У 2007 році підприємство фактично завершила технічне переозброєння.
Зростання обсягів виробництва 2006→2007 на заводі склав 16 %; до осені 2007 року вже укладено контракти на 2008-2009 роки.
Будівництво чотирьох суховантажів для італійської судноплавної компанії «Pietro Barbaro S. A.»:
- 2006 рік: два судна передані замовнику:
  -  «Електра»;
  -  «Клімена»;
- Середина 2007 року — «Майя»;
- У травні 2008 року планується передача четвертого судна замовнику.

У 2007 році підприємство виконувало контракт з турецькою судноплавної компанією «Palmali Group», який передбачає будівництво трьох танкерів проекту 19619.
- Початок серпня 2007 року — спущено на воду танкер проекту 19619 «Masalli» для Palmali Group.
- 9 вересня 2007 року — спущено на воду танкер проекту 19619 «Agdash» для Palmali Group.
  - Передача замовнику запланована на листопад 2007 року.
- У 2008 році планувався спуск на воду третього танкера.
  - Передача замовнику планується до листопада 2008 року.
- 2008 рік — отримано замовлення Азербайджанського державного каспійського морського пароплавства на танкер проекту 19619. Строк поставки судна замовнику — жовтень 2008 року.[11].
- 2011—2012 рік — спущено на воду 8 танкерів для компанії Волго-Балт-Танкер[12][13]

Танкер «Механік Погодін»

Починаючи з 2009 року для Державної служби морського та річкового транспорту Туркменістану було побудовано 6 нафтоналивних танкерів — «Сумбар», «Хазар», «Джейхун», «Етрек», «Аладжа» і «Кенар».
Кілька танкерів за проектом 19614 будується для компанії ТОВ «В. Ф. Танкер». Всі вони називаються на честь працівників підприємства «Волжське пароплавство», загиблих під час німецько-радянської війни. Вже спущені на воду — «Механік Антонов», «Механік Бєлов», «Механік Єрохін», «Механік Парамонов», «Механік Пантелєєв» і «Механік Погодін».

## Нагороди заводу
- 1870 — Бронзова медаль за введення лиття сталі за методом Сіменса-Мартена на Всеросійській промисловій виставці в Санкт-Петербурзі.
- 1872 — Право зображення державного герба, що прирівнювалося до золотої медалі, на Всеросійській виставці в Москві. Експонувалися: крісло-ліжковий вагон I кл; вагон-льодовня.
- 1885 — Диплом I розряду прирівнювався до золотої медалі. За відмінну роботу пароплавного вала з обробленими шийками на районній промисловій та сільськогосподарській виставці в Нижньому Новгороді відзначений Імператорським технічним товариством.
- 1896 — На Всеросійської торгово-промисловій виставці в Нижньому Новгороді демонструвалися частина корпусу морської шхуни, паровий котел, парові машини, вагони.
- 1910 — Велика золота медаль за двигун «Бронса» на сільськогосподарській виставці в Єлизаветграді.
- 1910 — Велика срібна медаль за двигун «Лиценмайер» на виставці в Санкт-Петербурзі.
- 1910 — Велика золота медаль за двигун «Лиценмайер-Сормово» на виставці в Катеринославі.
- 1939 — Орден Трудового Червоного Прапора як відзначення 90-ї річниці заводу.
- 1943 — Орден Леніна за успішне виконання завдання по виробництву танків і бронекорпусів.
- 1945 — Орден Вітчизняної війни I ступеня за випуск танків і оборонної продукції.
- 1949 — Орден Леніна до 100-річчя заводу.
- 1958 — Велика золота медаль за дизель-електрохід «Радянський Союз» на Брюссельській міжнародній виставці.
- 1958 — Велика золота медаль за роз'їзний катер на підводних крилах на Брюссельській міжнародній виставці.
- 1970 — Орден Жовтневої революції.